# ビョルン・ダーリ
ビョルン・ダーリ（Bjørn Dæhlie、1967年6月19日 - ）は、ノルウェーのヘードマルク県エールベルム出身の元クロスカントリースキー選手。

## 人物
ダーリは、1990年代にクロスカントリースキー界の王者として君臨した。アルベールビル・リレハンメル・長野と3度の冬季オリンピックに出場し、8個の金メダルと4個の銀メダルを獲得した。メダル12個は冬季オリンピックではマリット・ビョルゲン、オーレ・アイナル・ビョルンダーレンに次ぐ歴代3位、金メダル8個もこの2人に並ぶ最多タイ記録である。
ダーリはリレハンメルオリンピックの開会式ではノルウェー選手団の旗手を務めた。またノルディックスキー世界選手権では6大会で合計17個のメダル（金9個、銀5個、銅3個）を獲得した。クロスカントリースキー・ワールドカップでは史上最多の46勝、総合優勝6回を成し遂げ、ノルウェー選手権でも通算12勝している。
このようなダーリの成功はスポーツに対する熱意にある。ダーリは幼いころから狩り、釣り、山歩き、カヤック、サッカー、そしてとりわけスキーに熱中した。子供のころはサッカー選手を夢見ていたがコーチにクロスカントリースキーを進められてこの道に進んだ。ダーリはジュニア年代では目立った成績を上げることはできなかったが年々進歩を遂げ、1989年にワールドカップにデビュー、世界選手権にも出場（50km11位）した。
次のシーズンの1989年12月9日に15kmクラシカルのレースでワールドカップ初勝利をあげると、後は前述のとおり輝かしい実績を残した。
そのダーリもホルメンコーレンスキー大会ではついに優勝することができなかったが、他の十分すぎる実績により1997年のホルメンコーレン・メダルを受章した（同時受章はビャルテ・エンゲン・ビークとステファーニア・ベルモンド）。
しかし2000年にローラースキーで怪我をして引退を余議なくされた。
ダーリはスポーツ界のスターであるだけでなくノルウェーの文化の象徴であった。スキーウエアのブランドを創始したりスキー用品メーカーのサロモンとともにビンディングを開発するなど（Salomon Nordic System Pilot Bindings）し、その宣伝にも貢献した。
引退後、ダーリは不動産業とファッション産業で成功し財を成した。

## エピソード
ダーリが長野オリンピックのクロスカントリー10kmクラシカルで優勝し、レース後のプレスインタビューを終えた彼は同レースを最下位完走したケニアのフィリップ・ボイトのゴールインをフィニッシュラインで待ち、ボイドがゴールすると抱きかかえて、「素晴らしい、君こそ真の勇者だ」とボイドの健闘を讃えた。その光景は、日本のテレビ番組の長野オリンピック名場面にも選ばれた。